# Чемпіонат світу з кросу 2001
Чемпіонат світу з кросу 2001 був проведений 24-25 березня в Остенде.
Місце кожної країни у командному заліку у кожному забігу визначалося сумою місць, які посіли перші четверо спортсменів цієї країни.

## Чоловіки

### Дорослі
| Першість | Золото                                                                               | Золото                    | Срібло                                                                                        | Срібло                 | Бронза                                                                               | Бронза                  |
| -------- | ------------------------------------------------------------------------------------ | ------------------------- | --------------------------------------------------------------------------------------------- | ---------------------- | ------------------------------------------------------------------------------------ | ----------------------- |
| Особиста | Мохаммед Мурхіт Бельгія                                                              | 39.53                     | Сергій Лебідь Україна                                                                         | 40.03                  | Чарльз Каматі Кенія                                                                  | 40.05                   |
| Командна | КеніяЧарльз Каматі Пол Косгеї Патрік Івуті Енок Мітеї Джон Черуйот Корір Річард Лімо | 33 очки3 5 7 18 (28) (32) | ФранціяДрісс ель Імер Мустафа ель Амаді Льєс Рамуль Мікаель Тома Моамед Сербуті Лярбі Зеруаль | 726 11 26 29 (72) (88) | СШАБоб Кеннеді Меб Кефлезігі Абді Адбірахман Нік Роджерс Грег Джіммерсон Метт Даунін | 8712 13 15 47 (52) (80) |

| Першість | Золото                                                                                          | Золото                 | Срібло                                                                                 | Срібло                 | Бронза                                                                                       | Бронза                 |
| -------- | ----------------------------------------------------------------------------------------------- | ---------------------- | -------------------------------------------------------------------------------------- | ---------------------- | -------------------------------------------------------------------------------------------- | ---------------------- |
| Особиста | Енок Коеч Кенія                                                                                 | 12.40                  | Кененіса Бекеле Ефіопія                                                                | 12.42                  | Бенджамін Лімо Кенія                                                                         | 12.43                  |
| Командна | КеніяЕнок Коеч Бенджамін Лімо Семмі Кіпкетер Сайрус Катарон Абдулла Ахмад Чепкуруї Джон Кібовен | 13 очок1 3 4 5 (6) (7) | МароккоБрахім Буламі Аділь Кауш Саїд ель Варді Мохаммед Амин Юссеф Баба Брахім Джаббур | 489 11 12 16 (22) (89) | ЕфіопіяКененіса Бекеле Хайлу Меконнен Даньє Алему Алемаєху Гірма Берук Дебреворк Хайлу Лемма | 512 10 13 26 (30) (81) |

### Юніори
| Першість | Золото                                                                                    | Золото                    | Срібло                                                                                        | Срібло              | Бронза                                                             | Бронза             |
| -------- | ----------------------------------------------------------------------------------------- | ------------------------- | --------------------------------------------------------------------------------------------- | ------------------- | ------------------------------------------------------------------ | ------------------ |
| Особиста | Кененіса Бекеле Ефіопія                                                                   | 25.04                     | Дункан Лебо Кенія                                                                             | 25.37               | Датан Рітценхайн США                                               | 25.46              |
| Командна | КеніяДункан Лебо Ніколас Кембої Роберт Кіпчумба Едвін Коеч Вілсон Черуйот Кіплімо Мунерія | 24 очки2 4 6 12 (13) (21) | ЕфіопіяКененіса Бекеле Алемаєху Тедла Марегу Зеудіє Берук Дебреворк Тебебу Єнеу Фекаду Гемеда | 251 7 8 9 (20) (33) | УгандаПол Ваку Тоні Окелло Френсіс Мусані Мозес Мпанга Френсіс Їга | 6810 16 19 23 (25) |

## Жінки

### Дорослі
| Першість | Золото                                                                                   | Золото                   | Срібло                                                                                 | Срібло                | Бронза                                                                                            | Бронза                 |
| -------- | ---------------------------------------------------------------------------------------- | ------------------------ | -------------------------------------------------------------------------------------- | --------------------- | ------------------------------------------------------------------------------------------------- | ---------------------- |
| Особиста | Пола Редкліфф Велика Британія                                                            | 27.49                    | Гете Вамі Ефіопія                                                                      | 27.52                 | Лідія Черомеї Кенія                                                                               | 28.07                  |
| Командна | КеніяЛідія Черомеї Сюзан Чепкемеї Памела Чепчумба Лея Малот Геллен Кімайо Саллі Барсосіо | 18 очок3 4 5 6 (14) (18) | ЕфіопіяГете Вамі Меріма Денбоба Еєрусалем Кума Лейла Аман Меріма Хашим Аталелех Кетема | 702 8 23 37 (41) (46) | ФранціяЯмна Белькасем Ракія Марауї-Кетьє Родіка Морояну Зая Дамані Фатіма Івлен Шанталь Делленбах | 777 11 24 35 (43) (73) |

| Першість | Золото                                                                                      | Золото                    | Срібло                                                                                 | Срібло                | Бронза                                                                                             | Бронза                  |
| -------- | ------------------------------------------------------------------------------------------- | ------------------------- | -------------------------------------------------------------------------------------- | --------------------- | -------------------------------------------------------------------------------------------------- | ----------------------- |
| Особиста | Гете Вамі Ефіопія                                                                           | 14.46                     | Пола Редкліфф Велика Британія                                                          | 14.47                 | Едіт Масаї Кенія                                                                                   | 14.57                   |
| Командна | ЕфіопіяГете Вамі Меріма Денбоба Веркнеш Кідане Генет Гебрегіоргіс Аєлеч Ворку Харег Сіделіл | 26 очок1 4 5 16 (18) (61) | КеніяЕдіт Масаї Роуз Черуйот Маргарет Нгото Наомі Муго Саломі Чепчумба Памела Анісумук | 323 8 10 11 (34) (44) | РумуніяЕлена Фідатов Юлія Олтяну Крістіна Гросу Міхаела Ботезан Константіна Діце Крістіна Касандра | 7813 15 23 27 (33) (37) |

### Юніорки
| Першість | Золото                                                                        | Золото         | Срібло                                                                                         | Срібло             | Бронза                                                                         | Бронза                  |
| -------- | ----------------------------------------------------------------------------- | -------------- | ---------------------------------------------------------------------------------------------- | ------------------ | ------------------------------------------------------------------------------ | ----------------------- |
| Особиста | Віола Кібівот Кенія                                                           | 22.05          | Абебеч Негуссіє Ефіопія                                                                        | 22.05              | Астер Бача Ефіопія                                                             | 22.05                   |
| Командна | ЕфіопіяАбебеч Негуссіє Астер Бача Тірунеш Дібаба Тереза Йоханес Местават Туфа | 162 3 5 6 (10) | КеніяВіола Кібівот Вів'єн Черуйот Фріда Домонголе Саллі Кіп'єго Пеніна Чепчумба Еліс Тімбілілі | 201 4 7 8 (9) (16) | ЯпоніяСаката Наоко Тагао Томомі Ікеда Емі Мацумото Міка Удо Мікайо Кога Гіромі | 5911 13 17 18 (25) (35) |

## Медальний залік
| Місце               | Країна              | Золото | Срібло | Бронза | Загалом |
| ------------------- | ------------------- | ------ | ------ | ------ | ------- |
| 1                   | Кенія               | 6      | 3      | 4      | 13      |
| 2                   | Ефіопія             | 4      | 5      | 2      | 11      |
| 3                   | Велика Британія     | 1      | 1      | 0      | 2       |
| 4                   | Бельгія             | 1      | 0      | 0      | 1       |
| 5                   | Франція             | 0      | 1      | 1      | 2       |
| 6                   | Марокко             | 0      | 1      | 0      | 1       |
| 6                   | Україна             | 0      | 1      | 0      | 1       |
| 8                   | США                 | 0      | 0      | 2      | 2       |
| 9                   | Румунія             | 0      | 0      | 1      | 1       |
| 9                   | Уганда              | 0      | 0      | 1      | 1       |
| 9                   | Японія              | 0      | 0      | 1      | 1       |
| Загалом (11 збірна) | Загалом (11 збірна) | 12     | 12     | 12     | 36      |

## Українці на чемпіонаті
Україна була представлена на чемпіонаті трьома спортсменами:
- представник Донецької області Сергій Лебідь виборов срібну нагороду на довгій дистанції серед чоловіків;
- Микола Новицький з Києва був 60-м на фініші чоловічої короткої дистанції;
- киянка Марина Дуброва посіла 67-ме місце у жіночому забігу на короткій дистанції.

## Відео
- Підсумки чемпіонату на YouTube